# SendBig
SendBig es un servicio de transferencia e intercambio de archivos en línea fundado en 2019 por la empresa Olive Works.

## Tecnología
Utiliza el protocolo SSL/TLS para la seguridad entre los servidores, el sitio web y el usuario. Afirma tener servidores con la certificación ISO 27001, que es una norma internacional sobre cómo gestionar la seguridad de la información. Sus centros de datos se encuentran en Europa.

## Servicios
SendBig ofrece un servicio gratuito para enviar y compartir archivos de hasta treinta gigabytes (30 GB) sin limitación en el número de archivos. Los usuarios registrados gratuitamente en SendBig tienen a su disposición muchas funciones premium, entre las que se incluyen:
- Protección con contraseña de los archivos para una protección de extremo a extremo.
- Seleccione el número máximo de descargas por archivos, cuando se alcance los archivos se eliminarán automáticamente.
- Notificación por correo electrónico cuando se produzca una descarga de los archivos subidos y conocer el correo electrónico exacto utilizado para la descarga.
- Personalizar la fecha de caducidad de los archivos hasta treinta (30) días.
- Editar los archivos subidos reenviándolos, reenviando o eliminándolos.
- Descarga y subida reanudables, incluso después de reiniciar el ordenador.
- Velocidad de carga y descarga superrápida.
- Número ilimitado de cargas y descargas.
- Envío diferido del correo electrónico de los archivos subidos.
- Los usuarios pueden personalizar el correo electrónico de la transferencia y la página de descarga con una imagen de banner de su elección
- Los usuarios pueden importar contactos desde archivos csv

También ha lanzado dos nuevas funciones, MAX y Snap:
SendBig MAX ofrece una fecha de caducidad de treinta (30) días después de la última vez que se descargan los archivos, y hasta tres (3) años desde la fecha de subida.
Con SendBig Snap, los archivos se autodestruirán cuando se descarguen.

## Modelo de negocio
SendBig adopta un modelo de negocio freemium basado en los ingresos por publicidad premium Todas las funciones disponibles en SendBig son de uso gratuito para todos y cada uno de los usuarios registrados.